# Philippe Kalt
Philippe Kalt (Colmar, 1968. augusztus 19. –) francia nemzetközi labdarúgó-játékvezető. Polgári foglalkozása gazdasági tanácsadó.		

## Pályafutása

### Játékvezetőként
A játékvezetői vizsgát 1992-ben szerezte meg, 1997. augusztus 2-án debütált az I. Ligában. Az aktív nemzeti játékvezetéstől 2012-ben vonult vissza. Első ligás mérkőzéseinek száma: 176.
A Francia labdarúgó-szövetség Játékvezető Bizottsága (JB)  terjesztette fel nemzetközi játékvezetőnek, a Nemzetközi Labdarúgó-szövetség (FIFA) 1998-tól tartotta nyilván bírói keretében. Több nemzetek közötti válogatott és klubmérkőzést vezetett. FIFA JB besorolása szerint 3. kategóriás játékvezető. A francia nemzetközi játékvezetők rangsorában, a világbajnokság-Európa-bajnokság sorrendjében többedmagával a 33. helyet foglalja el 1 találkozó szolgálatával. Az aktív nemzetközi játékvezetéstől 2009-ben búcsúzott. Válogatott mérkőzéseinek száma: 4.
Az európai-labdarúgó torna döntőjéhez vezető úton Belgiumba és Hollandiába a XI., a 2000-es labdarúgó-Európa-bajnokságra az UEFA JB játékvezetőként foglalkoztatta.
| Időpont         | Helyszín                    | Mérkőzés típusa           | Mérkőzés               | Eredmény | Nézők száma |
| --------------- | --------------------------- | ------------------------- | ---------------------- | -------- | ----------- |
| 1999. június 5. | Svangaskard Stadion, Toftir | előselejtező (9. csoport) | Feröer-szigetek–Skócia | 1 : 1    | 4 100       |

### Sportvezetőként
Elzas régióban a Játékvezető Bizottság (JB) elnöke.